# Municipio de Salem (condado de McCook)
El municipio de Salem (en inglés: Salem Township) es un municipio ubicado en el condado de McCook en el estado estadounidense de Dakota del Sur. En el año 2010 tenía una población de 204 habitantes y una densidad poblacional de 2,25 personas por km².

## Geografía
El municipio de Salem se encuentra ubicado en las coordenadas 43°42′48″N 97°26′3″O / 43.71333, -97.43417. Según la Oficina del Censo de los Estados Unidos, el municipio tiene una superficie total de 90.78 km², de la cual 89,75 km² corresponden a tierra firme y (1,14 %) 1,04 km² es agua.

## Demografía
Según el censo de 2010, había 204 personas residiendo en el municipio de Salem. La densidad de población era de 2,25 hab./km². De los 204 habitantes, el municipio de Salem estaba compuesto por el 100 % blancos. Del total de la población el 0 % eran hispanos o latinos de cualquier raza.